# The Calm Before the Storm (álbum de Tech N9ne)
The Calm Before the Storm é o álbum de estréia do rapper estadunidense Tech N9ne, lançado no ano de 1999. Contém 15 faixas, descritas na lista abaixo.

## Lista de faixas
1. "Planet Rock 2K (Down South Remix)"
2. "Cloudy-Eyed Stroll (Remix)"
3. "Flipside (Rough Version)"
4. "Mizzizy Gets Bizzy"
5. "On Our Way To L.A."
6. "Spend The Night"
7. "Clueless"
8. "Questions (Rough Draft)"
9. "Now It's On"
10. "Bitch Sickness"
11. "Soldiers At War"
12. "Cotton Soldier"
13. "Relish"
14. "Mitchell Bade (Interlude)"
15. "Mitchell Bade"